# Science Museum de Londres
Le Science Museum (en français : Musée de la science) est un musée scientifique gratuit situé dans le quartier de Kensington à Londres et qui expose une collection de plus de 300 000 objets, instruments ou machines témoins de la science de leur temps. En 2023, il a accueilli plus de 2 950 000 visiteurs.
On peut entre autres y observer une série de machines à vapeur toujours en état de marche, des avions de la Seconde Guerre mondiale, le module de commande de la mission spatiale Apollo 10, ainsi qu'une collection d'instruments médicaux et suivre l'évolution des techniques de chirurgie à travers les âges.
De nombreuses expositions temporaires aident à comprendre les dernières découvertes scientifiques de tous niveaux.

## Origine et histoire
Le musée a été fondé en 1857, par Bennet Woodcroft (en) à partir de la collection de la Royal Society of Arts et des surplus de l'Exposition universelle, dans le cadre du South Kensington Museum, maintenant Victoria and Albert Museum. Il comprenait une collection de machines qui est devenue en 1858 le Musée des brevets (Museum of Patents) puis le Musée du bureau des brevets (Patent Office Museum) en 1863. Cette collection comptait beaucoup des pièces les plus célèbres du Musée des Sciences. En 1883, le contenu du Musée du Bureau des brevets a été transféré au Musée de South Kensington. En 1885, les collections de sciences ont été rebaptisées Musée des sciences et en 1893 un directeur distinct a été nommé. Les collections d'art ont été rebaptisées le Musée d'Art, qui est devenu le Victoria and Albert Museum.
Lorsque la reine Victoria posa la première pierre du nouveau bâtiment du Musée d'Art, elle souhaita que soit donné au musée son nom et celui de son défunt mari. Le musée fut ainsi appelé le Victoria and Albert Museum, y compris le nouveau bâtiment, mais quand celui-ci ouvrit ses portes dix ans plus tard, le nom s'est limité aux collections d'art, et les collections de sciences ont été séparées. Le 26 juin 1909 le Musée des Sciences a vu le jour en tant qu'entité indépendante. Les salles du musée, conçues par Sir Richard Allison, ont été ouvertes au public au fil de l'eau durant la période 1919-28.
En février 2005, le musée a été fermé une journée en raison de la grève du personnel, qui protestait contre des mesures de réduction des coûts. Le personnel a fait grève en 2008, mais cette fois, le musée est resté ouvert.

## Collections

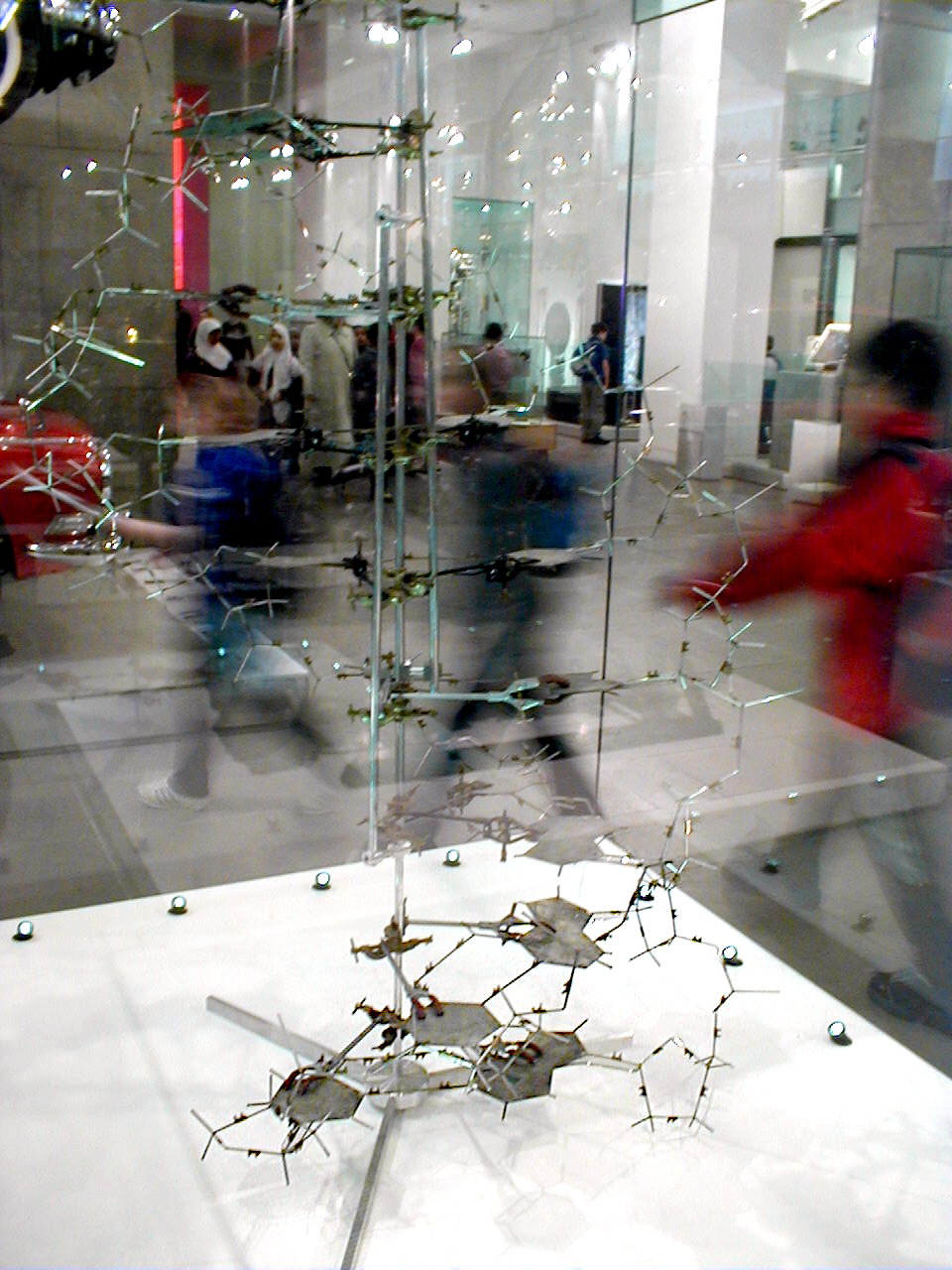
Macro-modèle de l'ADN réalisé par Crick et Watson en 1953.

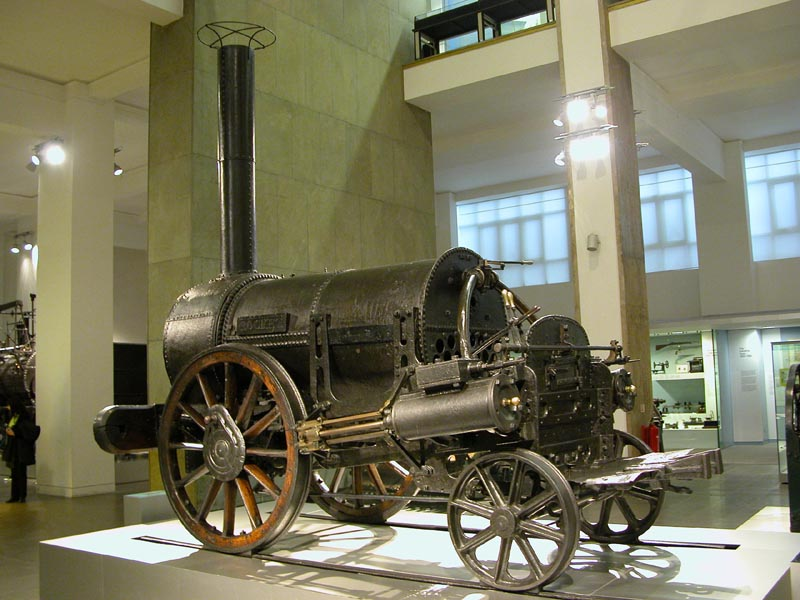
la Fusée de Stephenson.

Le Musée des Sciences détient une collection de plus de 300 000 articles, y compris des réalisations célèbres comme la fusée de Stephenson ; Puffing Billy (la plus ancienne locomotive à vapeur conservée) ; le premier moteur à réaction ; une maquette du modèle de l'ADN de Francis Crick et James Watson ; certains des plus vieux moteurs à vapeur restants ; un exemplaire en état de fonctionnement du Difference Engine (en) de Charles Babbage et le prototype britannique du premier ordinateur électronique, l'ACE (1950) ; le premier prototype de la Clock of the Long Now, l'horloge devant durer 10 000 ans ; et la documentation de la première machine à écrire. Il comprend aussi des centaines d'expositions interactives. Un ajout récent est le cinéma IMAX 3D présentant des documentaires sur la science et la nature, certains d'entre eux en 3D, et le Wellcome Wing qui se concentre sur la technologie numérique. L'entrée est gratuite depuis le 1er décembre 2001.
Le musée abrite quelques-uns des nombreux objets rassemblés par Henry Wellcome autour du thème de la médecine. L'exposition du quatrième étage est appelée « coup d'œil sur l'histoire de la médecine », avec des reconstitutions et des dioramas sur l'histoire de la pratique médicale. La galerie du cinquième étage est appelée "la science et l'art de la médecine", avec des expositions sur les instruments médicaux et des pratiques de nombreux pays. La collection est riche dans le domaine de la médecine clinique, des sciences biologiques et de la santé publique. Le musée est membre du London Museums of Health & Medicine (en) (organisation regroupant les musées de Londres sur la santé et la médecine).
Le Science Museum possède sa propre bibliothèque, qui, jusqu'aux années 1960, était la Britain's National Library for Science, Medicine and Technology (Bibliothèque nationale de la Science, médecine et technologie de Grande-Bretagne). Elle contient des périodiques, livres anciens et manuscrits, et est utilisée par les chercheurs du monde entier. Elle a été pendant de nombreuses années gérée en commun avec la bibliothèque de l'Imperial College à Londres mais en 2007, la Bibliothèque a été répartie sur deux sites. L'histoire des sciences et les biographies de scientifiques sont encore conservées à l'Imperial College. Le reste de la collection, qui comprend des travaux scientifiques originaux et les archives, se trouve maintenant à Wroughton, Wiltshire.
Les collections du Musée des sciences médicales ont une portée et couverture sans doute inégalées dans le monde. Ses qualités principales sont dans le traitement de la médecine clinique, des sciences biologiques et de la santé publique. L'aile Wellcome, qui met l'accent sur les sciences biologiques, fait du musée le premier centre mondial de présentation au public de la science contemporaine.